# Henschel
För andra betydelser, se Henschel (olika betydelser).

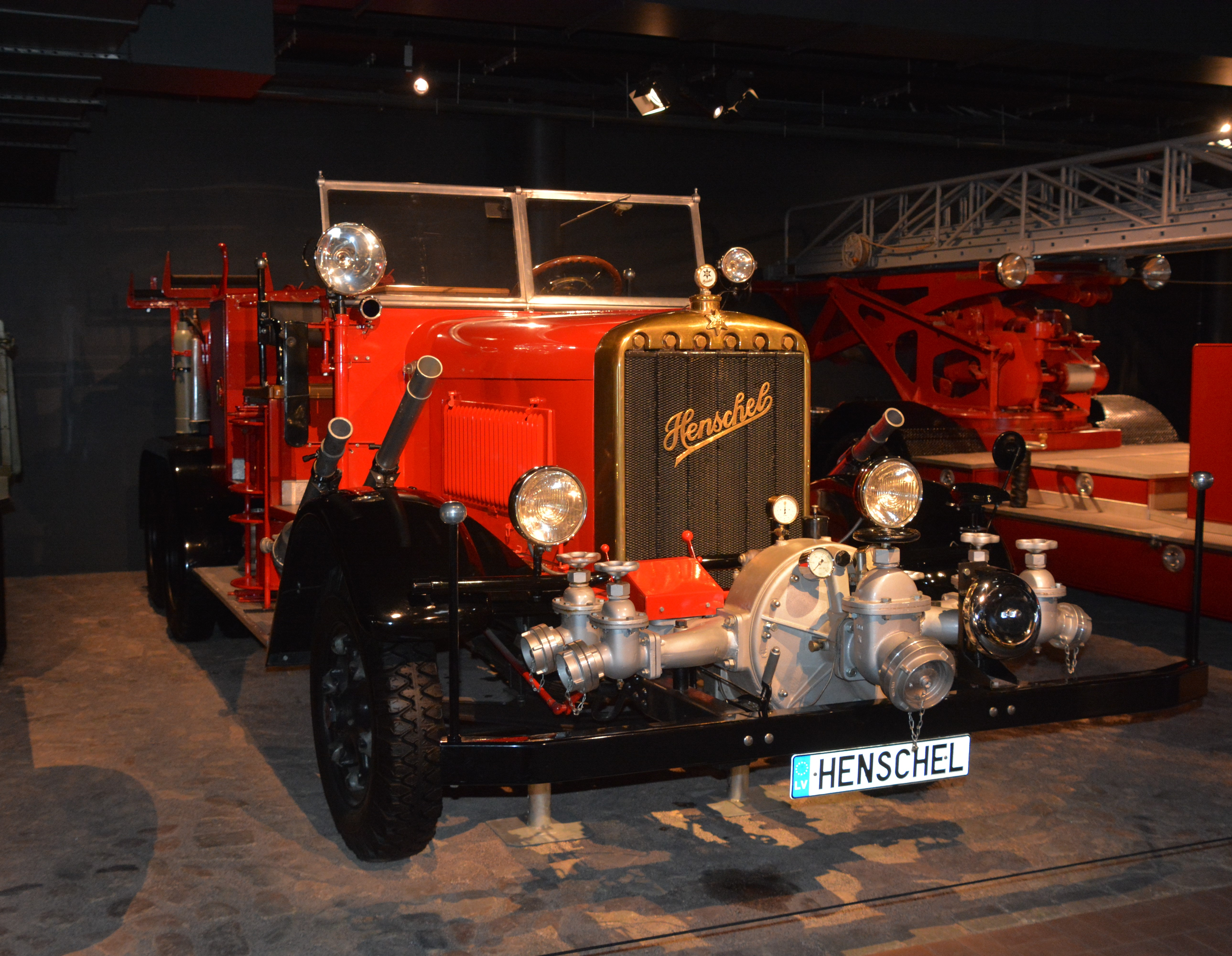
Henschel brandbil typ 33D1 från 1941 på Rigas motormuseum

Henschel, Henschel-Werke, Henschel und Sohn GmbH, var ett tyskt verkstadsföretag i Kassel med tillverkning av flygplan, nyttofordon och lok.

## Tidig historia
År 1810 inrättade Georg Christian Carl Henschel tillsammans med sonen Johann Werner Henschel, då hemkommen från Paris där han hade arbetat som bildhuggare, ett gjuteri i Kassel, Efterhand utvidgades detta till en maskinfabrik, där det bland annat framställdes pumpar, brandsprutor, pressar, pannor, blyrör och -plattor. År 1817 ingick Carl Anton Henschel i firman, som 1837 grundade ett andra gjuteri och 1848 började produktionen av ånglokomotiv. År 1843 drog sig Johann Werner Henschel tillbaka från fabriken. Då Georg Christian Karl Henschel dog 1835, upptogs Carl Anton Henschels son Georg Alexander Karl Henschel (1810–60) i fabrikens ledning, och senare tillträdde dennes son Karl Anthon Oscar Henschel (1837–94), Fabrikens verksamhet utvidgades och avsättningsmarknaden utökades, och särskilt under den sistnämndes ledning utvecklades den till världsfirman Henschel & Sohn, som främst byggde lokomotiv och verktygsmaskiner, hydrauliska anläggningar, valsverk, järnvägsbroar med mera. Från 1900 leddes verksamheten av Oscar Henschels son Karl Anton Theodor Ferdinand Henschel (1873-1924), som redan 1896 upptagits i firman. Efter Anton Theodor Ferdinand Henschels död (1924) övertogs ledningen av dennes äldste son Oskar Robert Alexander Ernst Henschel (född 1899).
Huvudfabriken låg i Kassel (vid Möncheberg), ångpannesmedjan och ånghammarverket i förstaden Rothenditmold. År 1904 köpte firman högugns-, stål- och valsverket Heinrichshütte vid Hattingen, 1905 inleddes produktionen av ellok och firman avancerade till att bli Tysklands största loktillverkare bredvid Borsig. Då firman 1910 firade sitt 100-årsjubileum, sysselsatte huvudfabriken omkring 6 100 och sistnämnda verk omkring 3 500 personer, och samtidigt färdigställdes lok nr. 10000. Senare tillkom en tredje avdelning, belägen i förstaden Mittelfeld, där främst motorvagnar tillverkades och där det fanns gjuteri och modellsnickeri. Verksamheten sysselsatte 1922 omkring 10 000 personer och 1925 inledde man sin tillverkning av lastbilar och bussar. I början av 1928 färdigställdes lok nr. 21000 och den 1 januari 1929 ombildades rörelsen till ett aktiebolag.

## Andra världskriget

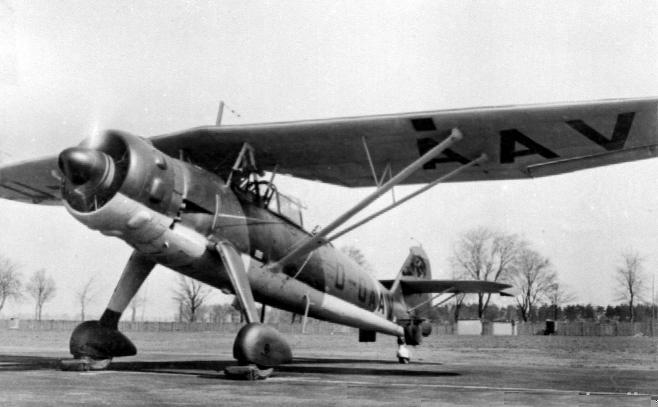
Hs 126

Henschel var en rustningsindustri både under första och andra världskriget. Under andra världskriget tillhörde företaget Tysklands viktigaste rustningsindustrier. Bland annat tillverkades tunga stridsvagnar:
- Tiger I
- Tiger II

Henschel tillverkade 1933-1945 flygplan i Berlin.
- Henschel Hs 123
- Henschel Hs 126
- Henschel Hs 129

Under kriget bombades fabrikerna i Hannover av allierat flyg till grunden.

## Efterkrigstiden

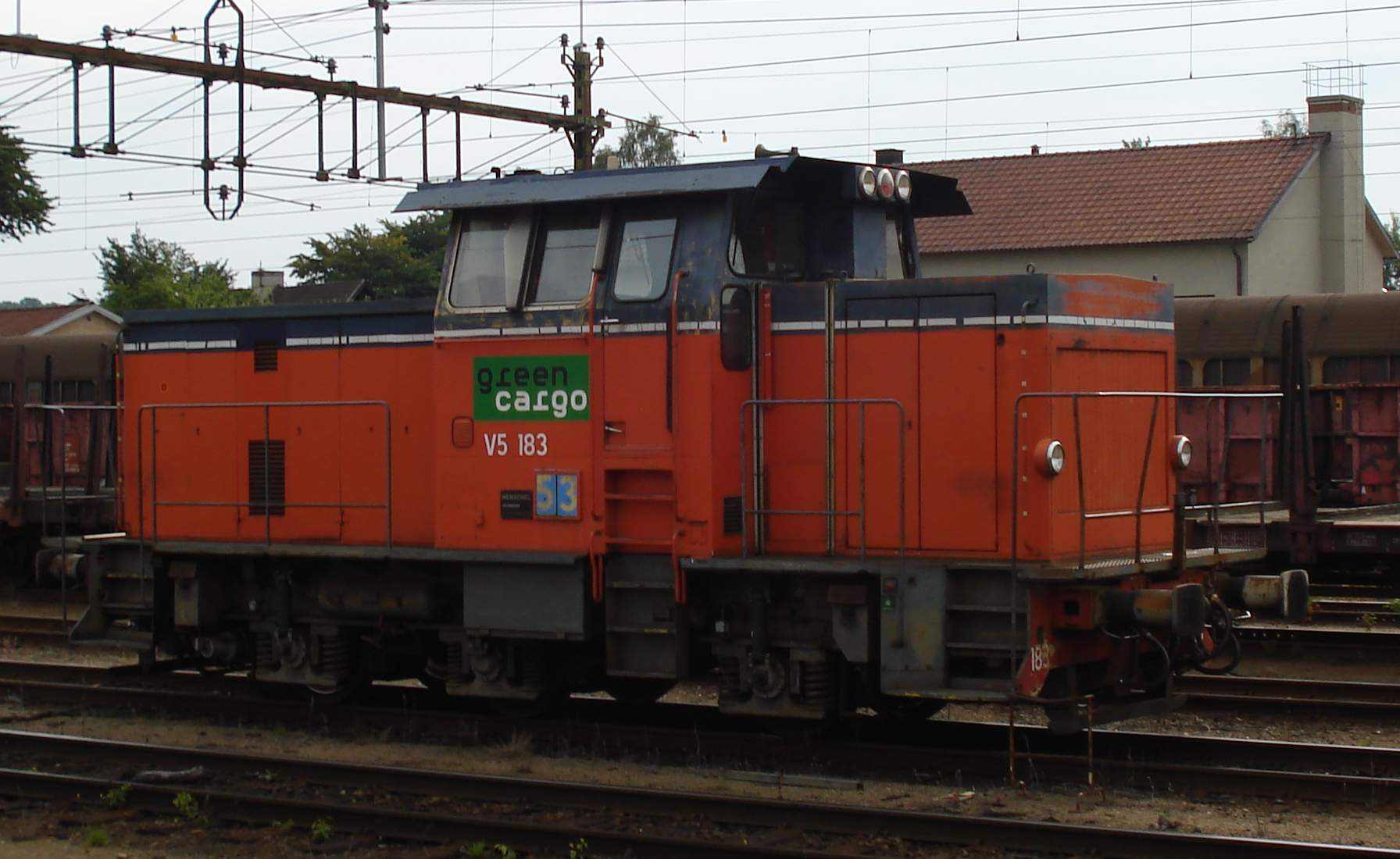
Diesellok av typen V5 tillverkat av Henschel

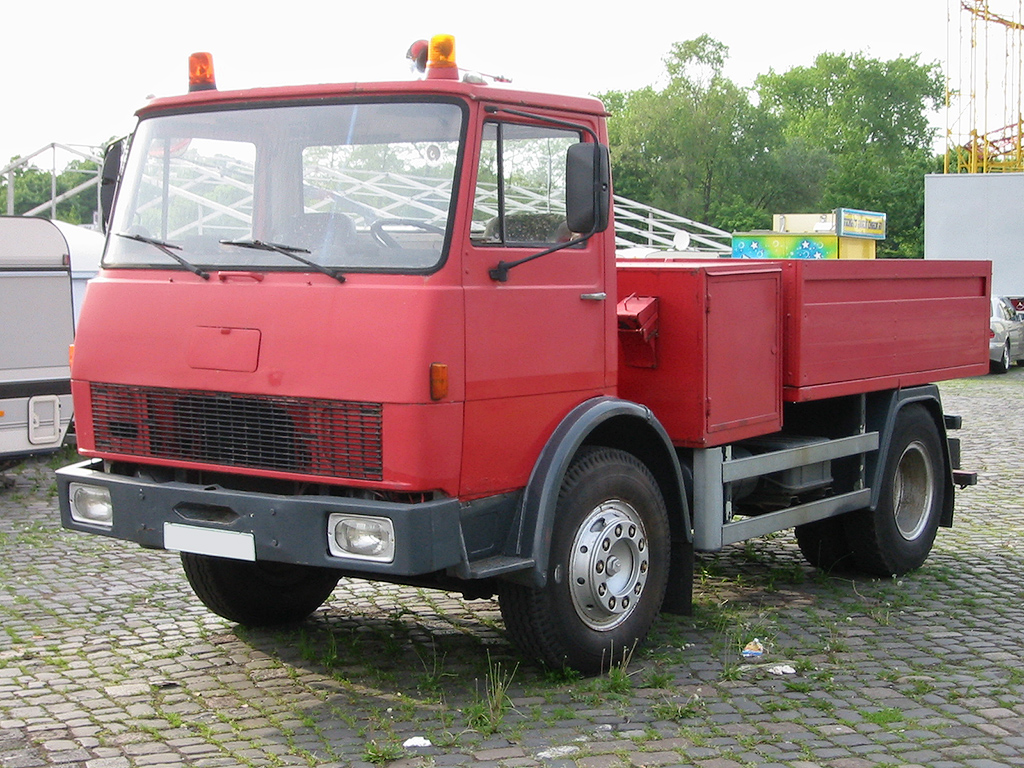
Lastbil från Hanomag-Henschel

Fabrikerna byggdes efter kriget upp igen, och 1948 började man åter tillverkningen av lok.
1969 fusionerades Henschel med Hanomag och blev så Hanomag-Henschel. 1974 övertogs Henschels lastbilstillverkning helt av Daimler-Benz varpå Hanomag-Henschel försvann som lastbilsmärke.
I Norge och Danmark har tunga diesellok tillverkade av Henschel av typ Littera ME rullat sedan början av 1980-talet. Senare såldes den tyska loktillverkningen till Bombardier Transportation (numera Alstom). Senare började även lok som baserade sig på Henschels konstruktioner att rulla på Malmbanan i Sverige (Iore-loken).